# نبرد دریاچه تراسی‌منا
نبرد دریاچه تراسی‌منا یکی از نبردهای دومین جنگ کارتاژ بود که طی آن سپاه کارتاژ به فرماندهی هانیبال نیروهای جمهوری روم را در 21 ژوئن 217 پیش از میلاد در محل دریاچه تراسیمنو شکست دادند. در این نبرد سپاه کارتاژ 50000 نفر و سپاه روم 30000 نفر بودند و نهایتاً نیمی از سپاه روم کشته و نیمی اسیر شدند.

## پیش زمینه
پس از عبور باور نکردنی هانیبال از آلپ و دو نبرد وی با رومیان در تیکینوس و تربیا ، روم که حدود 30 هزار کشته و دو شکست را متحمل شده بود مصمم گشت که جلوی هانیبال را بگیرد ، حال آنکه هنوز هم این مسئله را به شکل مشکلی در مرز شمالی می دیدند . هانیبال در انتهای زمستان 217 پیش از میلاد در سیس آلپاین است و هنوز رشته کوه آلپ ایتالیایی را رد نکرده که نتیجتا رومیان تصور میکردند با بستن دو مسیر منتهی به درون ایتالیا می توانند مانع وی شوند .
برای مقابله با تهدید هانیبال دو کنسول جدید انتخاب شدند . گنائوس سرویلیوس جمنیوس و گایوس فلامینوس . فلامینوس در میان عوام روم شخصیت بسیار محبوبی بود و پیش از این به عنوان تریبون و محافظ منافع آنها برگزیده شده بود . همچنین با تصویب قانونی درباره زمینهای تازه فتح شده روم در شمال سبب شد این ارازی به املاک عمومی بدل شده و به جای چند نفر اشراف به دست ده ها هزار شهروند بیوفتد که در پی آن مزرعه داری و باغ داری در شمال رونق گرفته بود .
فلامیوس به رهبری ده هزار سرباز رومی راه غربی به درون اتروسیا را بست و جمنیوس هم راه شرقی به اومبریا را مسدود ساخت . اما هانیبال با اقدام غافلگیرانه دیگری ، مجددا هم از میان کوه های آلپ ایتالیایی عبور کرد و هم از باتلاق های شمال اتروریا . اقدامی که به جهت صعب العبوری بسیار شدید مسیر نا ممکن به نظر می رسید . در این عبور سپاه کارتاژی روزها استراحت نکرده و متحمل آسیب زیادی شد . شخص هانیبال یک چشمش را در عفونتی هنگام عبور از این مناطق از دست داد اما نهایتا ناممکن ممکن شده و هانیبال بدون اطلاع دشمن رومیان را دور زده و از پشت آنها در شمال اتروریا ظاهر شد .

## جنگ
هانیبال پس از استراخت مختصر نیروهای خود را به غارت روستاهای شمال اتروریا فرستاد . به نحوی که آتش و دود حمله سبب برانگیختن ژنرال رومی فلامینوس شود . همچنین در ستونی آشکار و تحریک آمیز به سمت جنوب حرکت کرد . فلامینوس در برابر وسوسه نبرد مقاومت کرده و پیفام کمکی به کنسول دیگر که چند روز راه در شرق فاصله داشت فرستاد . اما حملات هانیبال به دهکده و غارت آنها همچنین حرکت بی توجه هانیبال به جنوب ، فلامینوس را مجبور به واکنش کرد .
هانیبال از شمال دریاچه تراسیمن حرکت کرده و در پشت آن اردو زد . فلامینوس با یک روز فاصله در تعقیب وی رفت . در سپیده دم 21 جون 217 قبل از میلاد ، پیشقراولان رومی اردوی کارتاژ را در پشت دریاچه مشاهده کردند و رومیان در صفی شروع به حرکت به سوی پیکار نمودند . اما هانیبال با شناخت و اطلاعی که از جغرافیای منطقه کسب کرده بود می دانست که در سپیده دم این دریاچه را مهی سنگین فرا می گیرد . اردوی کارتاژ در اصل خالی بود و سربازا پیاده نظام در صفوفی عمیق سدی بسته وو مسیر را مسدود کرده بودند . پیاده نظام رومی با دیدار آنها درگیر نبرد شد و در عقب تر صف طولانی سواره نظام از کنار دریاچه به سوی میدان شتافت . اما نکته ای که رومیان از آن نا مطلع بودند این بود که ژنرال کارتاژی آنها را به درون تله ای حساب شده کشیده است . هانیبال شب گذشته استراحت نکرده و نیروها ی سواره نظام و متحدین گالیک سلتی خود را به بلندای تپه های جنگلی روی به دریاچه برده بود و وقتی رومیان کاملا در تله قرار گرفتند ، نخست سواره نظام کارتاژی راه فرار را از پشت آنها بست و سپس متحدین سلتی به میانه صف حمله کردند . چنان‌که رومیان به درون دریاچه رانده شده و برای نجات جان خود مجبور به شنا و مبارزه ای خونین گشتند . نبرد حدود دو ساعت به درازا کشیده و در این مدت عملا کارتاژی ها می کشتند و رومیان قتل عام می شدند .
کنسول رومی فلامنیوس که در میان رومیان محبوب و در میان مردمان سلتی بسیار منفور بود ، در میانه نبرد توسط نیزه یک مرد سلتی که چهره کنسول را شناخت کشته شد . سر از تن بلند مرتبه ترین مقام جمهوری روم جدا کردند و شالوده باقی مانده نیروهای رومی کنار دریاچه نیر فروپاشید . به گزارش پلیبیوس نیروهای پیاده نظامی که در جلو درگیر بودند نهایتا توانستند راه را باز کرده و به تپه ای در اطراف فرار کنند . بعد از اینکه مه صبحگاهی از میان رفت ، از افق تپه صحنه ساحل خون آلوده پدیدار شد . خون چنان زیاد بود که از دوردست نیز میشد تشخیصش داد و پیاده نظام رومی علی رغم شوک و ناراحتی نتوانستند به یاری همقطارانشان بروند . آنها به روستایی پناه بردند که نهایتا توسط مهاربال یکی از فرماندهان هانیبال محاصره شده و ایشان در ازای بخشش جانشان تسلیم شده و به اسارت در آمدند . پس از نبرد هانیبال در میدان می گشت که جنازه فلامنیوس را پیدا کند ، اما متوجه شد که سربازان سلتی از نفرتی که نسبت به رومیان داشتند ، پیکر کنسول را پاره پاره کرده اند ، چنان‌که هیچ از او باقی نمانده است .